# Damián Delgado (fray)
Fray Damián Delgado OP, nacido en Madridejos (Toledo) a comienzos del siglo XVII, fallecido en 1665 en Guatemala, fue un fraile Dominico, conocido por haber redactado las primeras gramáticas sobre el quiché y kachiquel en Guatemala.

## Reseña biográfica
Fray Damián Delgado, nacido en Madridejos (Toledo), dedicó su vida a la evangelización en Guatemala, donde falleció en 1665, siendo prior del convento que la orden de Santo Domingo tiene en Guatemala. Desde joven, mostró una profunda vocación religiosa que lo llevó a unirse a la Orden de Predicadores en el recién fundado convento de Madridejos de San Jacinto. Su compromiso con la fe y su deseo de ayudar a los más necesitados lo impulsaron a viajar a América.

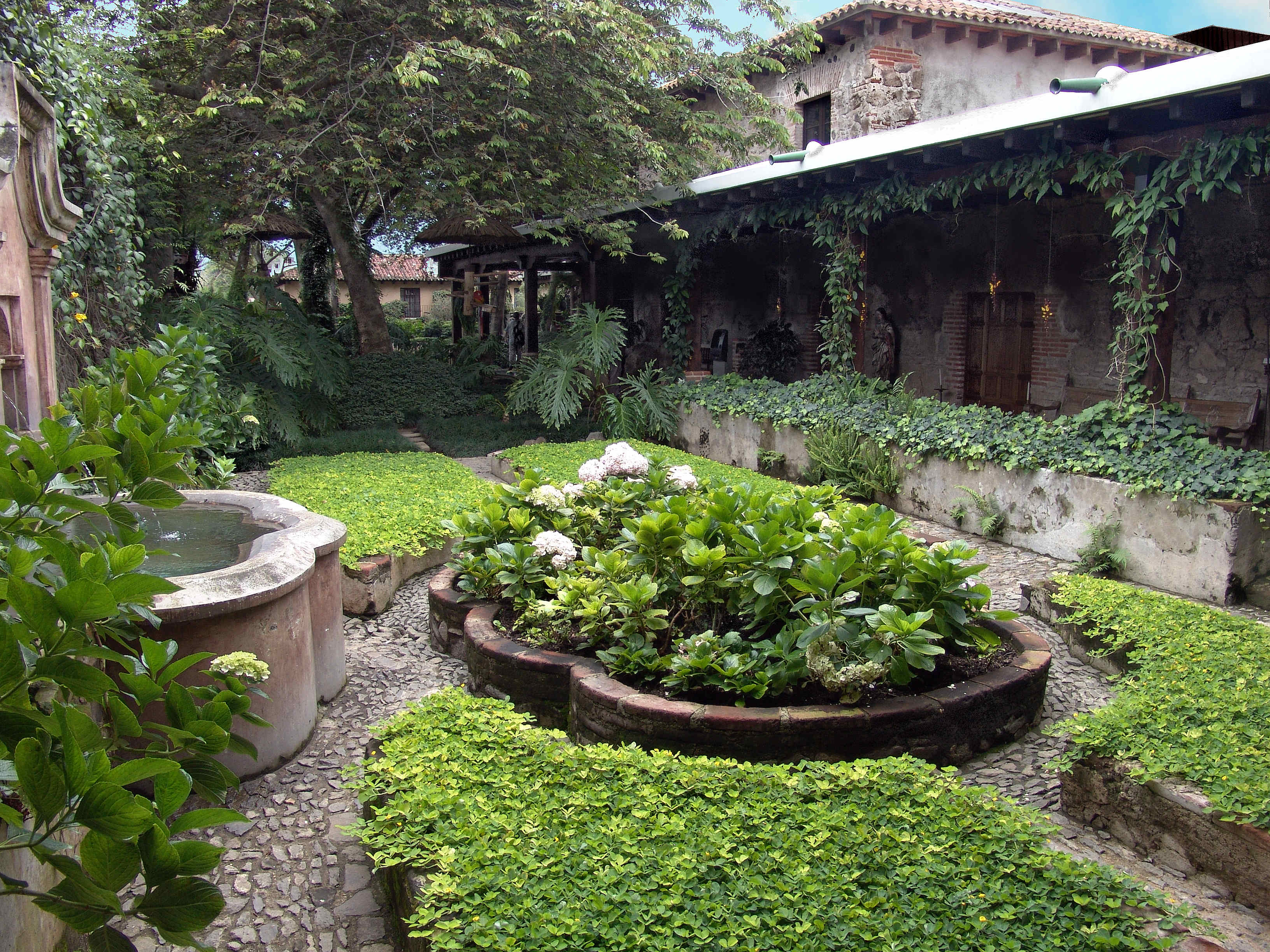
Convento de Santo Domingo en la Antigua Guatemala. Hoy hotel

Pasó al Convento de Santo Domingo (Antigua Guatemala), donde un siglo antes había residido Fray Bartolomé de Las Casas, defensor de los derechos de los indios. Fray Damián destacó por su dedicación a los indígenas. Aprendió las lenguas mayas quiché y kaqchike para poder comunicarse con ellos y predicar en su propio idioma. Esta habilidad lingüística no solo le permitió evangelizar de manera más efectiva, sino que también le ganó el respeto y la admiración de las comunidades indígenas. A pesar de sufrir grandes dolores y enfermedades, fray Damián encontraba alivio al celebrar misa y predicar. 

## Labor filológica
La primera imprenta americana comenzó a operar en 1539 en la Ciudad de México, capital del Virreinato de Nueva España. Las primeras obras que salieron de sus prensas fueron sobre todo vocabularios, manuales en lenguas indígenas y libros para las órdenes religiosas, que apoyaban el proceso de evangelización. En muchos casos se guardaron solo en bibliotecas conventuales y con el tiempo han pasado a colecciones privadas que, a lo largo de los siglos XVII y XIX, fueron dadas a conocer por bibliógrafos.
Las lenguas de los mayas dominantes de las Tierras Altas de Guatemala posteriores a la conquista eran el k'ichee' y el kaqchike.
Fray Damián, siguiendo el uso, escribió una gramática del quiché y numerosos sermones y textos religiosos en quiché y kachiquel. Entre sus obras más destacadas se encuentran el Arte y diccionario de dichas lenguas, El compendio del arte quiché de fray Damian Delgado, Sermones para los domingos después de Pentecostés y Sermones varios predicados en lengua quiche por el padre fray Damian Delgado. 
Fray Damián Delgado es recordado como una figura respetada en la historia de la evangelización en América.